# Mistrzostwa Świata w Piłce Ręcznej Kobiet 2027
Ten artykuł dotyczy przyszłego wydarzenia sportowego. Informacje w nim zawarte zmienią się w przyszłości.
Mistrzostwa Świata w Piłce Ręcznej Kobiet 2027 – dwudzieste ósme mistrzostwa świata w piłce ręcznej kobiet, oficjalny międzynarodowy turniej organizowany przez IHF mający na celu wyłonienie najlepszej żeńskiej reprezentacji narodowej w piłce ręcznej na świecie, które odbędą się na Węgrzech w grudniu 2027 roku.

## Wybór organizatora
We wrześniu 2019 roku Międzynarodowa Federacja Piłki Ręcznej ogłosiła wstępną listę zainteresowanych krajów – listy intencyjne złożyły Węgry i Korea Południowa, a decyzja o przyznaniu praw do organizacji turnieju miała zostać podjęta na spotkaniu Rady IHF w lutym 2020 roku. Zadecydowano wówczas o przyznaniu organizacji mistrzostw Węgrom.
Węgry były już gospodarzem turniejów rangi mistrzowskiej kobiet w 1982 i 1995.